# Jacek Sauk
Jacek Sauk (ur. 21 lipca 1944 w Wilnie) – polski polityk, historyk i urzędnik państwowy, poseł na Sejm IV kadencji, senator IV i VI kadencji.

## Życiorys
Syn Roberta i Heleny. W 1968 ukończył studia na Wydziale Nauk Historycznych Uniwersytetu Mikołaja Kopernika w Toruniu. W latach 1980–1981 był wiceprzewodniczącym i następnie przewodniczącym Ogólnopolskiej Sekcji Zawodowej Bibliotekarzy NSZZ „Solidarność”. W latach 1994–1997 pracował jako wicedyrektor delegatury Najwyższej Izby Kontroli w Szczecinie.
W latach 1997–2001 sprawował mandat senatora IV kadencji z województwa szczecińskiego z ramienia Akcji Wyborczej Solidarność. Należał do Porozumienia Centrum, krótko działał w PPChD, w 2001 przystąpił do Prawa i Sprawiedliwości. W 2001 z listy PiS uzyskał mandat posła na Sejm IV kadencji w okręgu szczecińskim, cztery lata później został senatorem VI kadencji. W wyborach parlamentarnych w 2007 bez powodzenia ubiegał się o reelekcję.
Żonaty z Elżbietą Więcławską-Sauk.

## Odznaczenia
W 2009, za wybitne zasługi w działalności na rzecz przemian demokratycznych w Polsce, za osiągnięcia w podejmowanej z pożytkiem dla kraju pracy zawodowej i społecznej, został odznaczony przez prezydenta Lecha Kaczyńskiego Krzyżem Komandorskim Orderu Odrodzenia Polski.